# Жижала
Жижала — река в Смоленской области России в Вяземском и Тёмкинском районах. Левый приток Угры. Пересекает М1 «Беларусь» у деревни Сосновка.
Длина 64 км, площадь бассейна 612 км². Исток южнее села Туманово Вяземского района н. Направление течения: юг. Впадает в Угру у деревни Базулино Тёмкинского района. Питание главным образом снеговое.
В 0,4 км севернее деревни Козловцы (в прошлом Козловка) на правом берегу Жижалы находится городище, которое осталось от древнего города Козлова.

## Притоки
По порядку от устья:
- 23 км: Молодка (пр.);
- 48 км: Менка (пр.);
- 51 км: Кавенка (лв.)[5].

## Данные водного реестра
По данным государственного водного реестра России относится к Окскому бассейновому округу, водохозяйственный участок реки — Угра от истока и до устья, речной подбассейн реки — Бассейны притоков Оки до впадения Мокши. Речной бассейн реки — Ока.
Код объекта в государственном водном реестре — 09010100412110000020910.